# 小行星6596
小行星6596（6596 Bittner）是一颗绕太阳运转的小行星，为主小行星带小行星。该小行星于1987年11月15日发现。

## 轨道参数
小行星6596的轨道半长轴为2.5890678 UA，离心率为0.081。